# Biblioteca Marciana
La Biblioteca Nazionale Marciana o de San Marcos, santo patrono de la ciudad de Venecia, Italia, es una de las más antiguas bibliotecas depositarias de manuscritos del país y alberga una de las colecciones de textos clásicos más grandes del mundo. Se ubica en la piazetta de la plaza de San Marcos, en el corazón de Venecia.

## Sede
Actualmente, la biblioteca tiene su sede en dos edificios contiguos, situados entre la Piazza San Marco y la Riva degli Schiavoni.

### Palazzo della Libreria(Palacio de la Biblioteca)

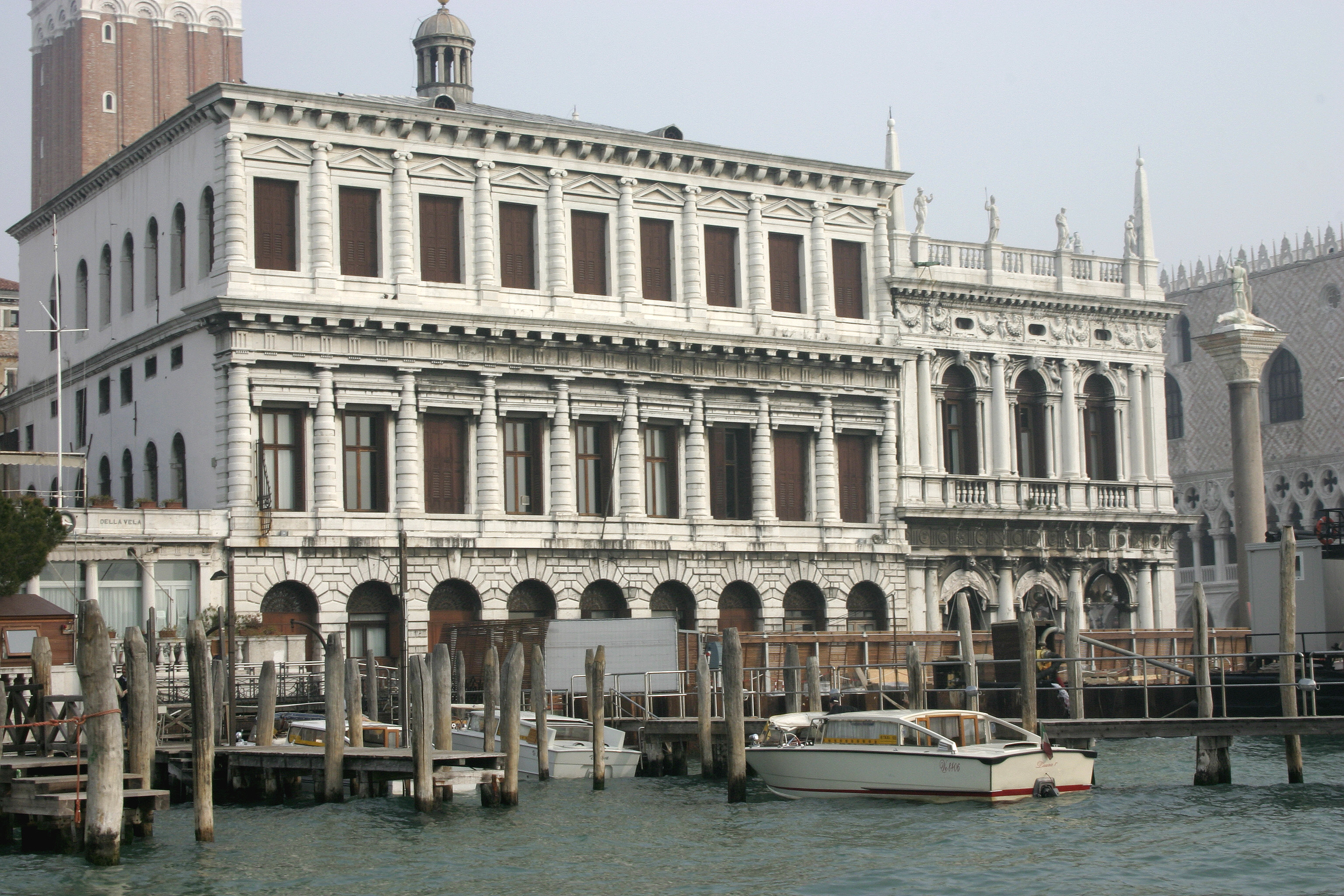
La Zecca (izquierda) y el Palazzo della Libreria (derecha).

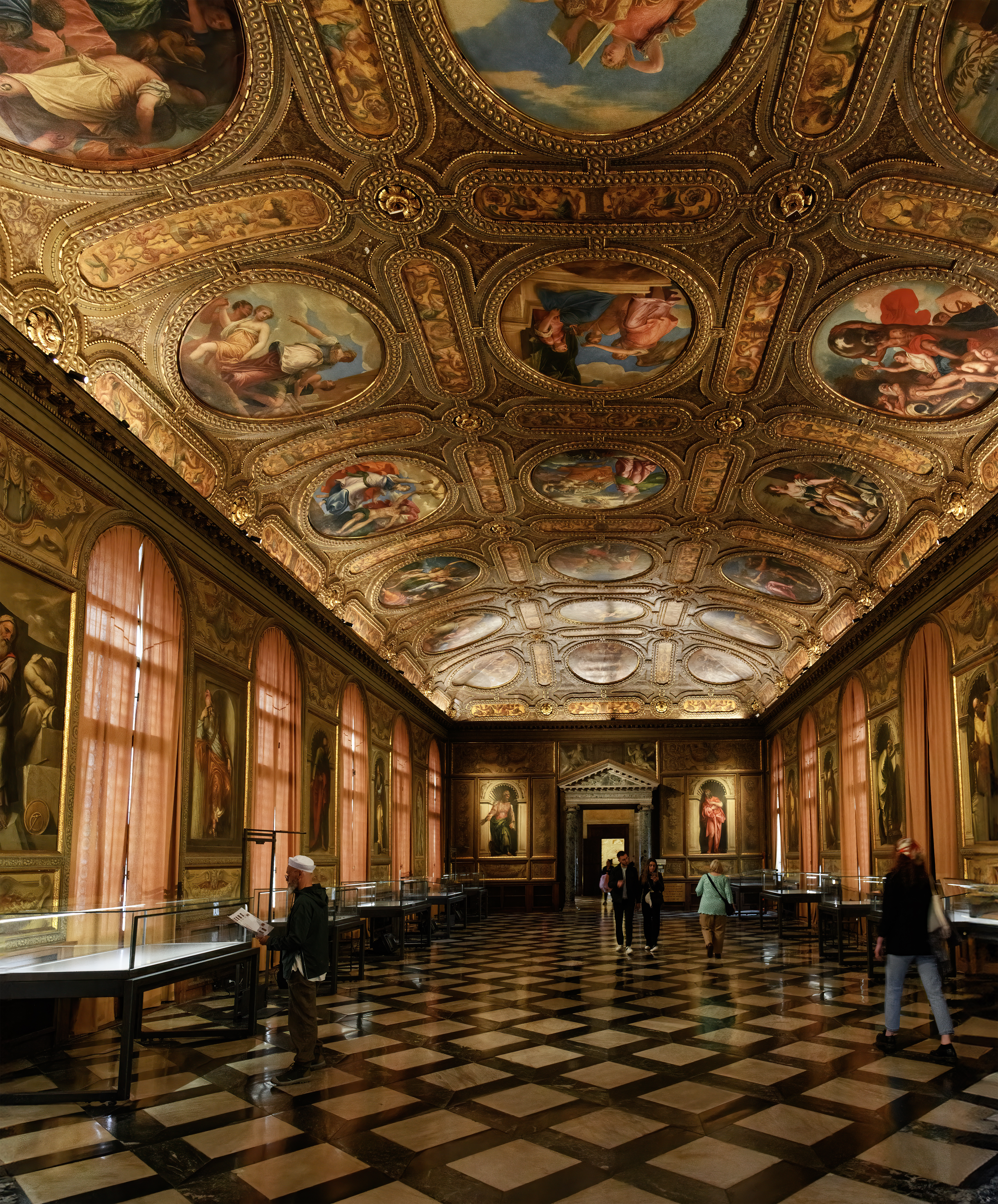
La antigua sala de lectura.

Para albergar la biblioteca del Cardenal Bessarion (ver más abajo), el gobierno veneciano encomendó a Jacopo Sansovino la edificación de un amplio edificio porticado frente al Palacio Ducal. La edificación debía servir además para alojar a los seis Procuradores de San Marcos, prestigiosos cargos vitalicios que administraban los distritos de la ciudad.
Las primeras 16 galerías del edificio fueron construidas entre 1537 y 1553, y los frescos y decoraciones realizadas hasta 1560. Una gran escalinata de acceso dividía el edificio en dos partes: hacia la plaza, las salas de la biblioteca y hacia la laguna, las estancias de los procuradores.
En 1545 se derrumbó la gran bóveda de la sala de lectura y Sansovino fue encarcelado. Gracias a recomendaciones de amigos influyentes, pronto fue liberado y pudo reanudar el trabajo, pero tuvo que pagar el daño con su propio dinero y substituyó la gran bóveda proyectada por un techo plano. La biblioteca se trasladó a su nueva sede en 1553. En 1588, tras la muerte de Sansovino (1570), Vincenzo Scamozzi retomó la construcción de cinco galerías adicionales del diseño original de Sansovino, alargando el edificio hasta el muelle.
Con la llegada de Napoleón, la abolición de la República de Venecia y la fundación de Reino de Italia en 1805, se buscó un edificio emblemático para alojar al emperador y a su virrey, Eugène de Beauharnais. Se decidió entonces trasladar la biblioteca al ex Palacio Ducal e integrar el Palazzo della Libreria en el nuevo Palacio Real. Las grandes salas de la biblioteca se usaron para recepciones, y los aposentos de los procuradores como appartement.
La Biblioteca Marciana no volvió a ocupar su vieja sede hasta 1924, aunque desde 1904 ya estaba instalada en la vecina Zecca.

### Palazzo della Zecca(Casa de la Moneda)

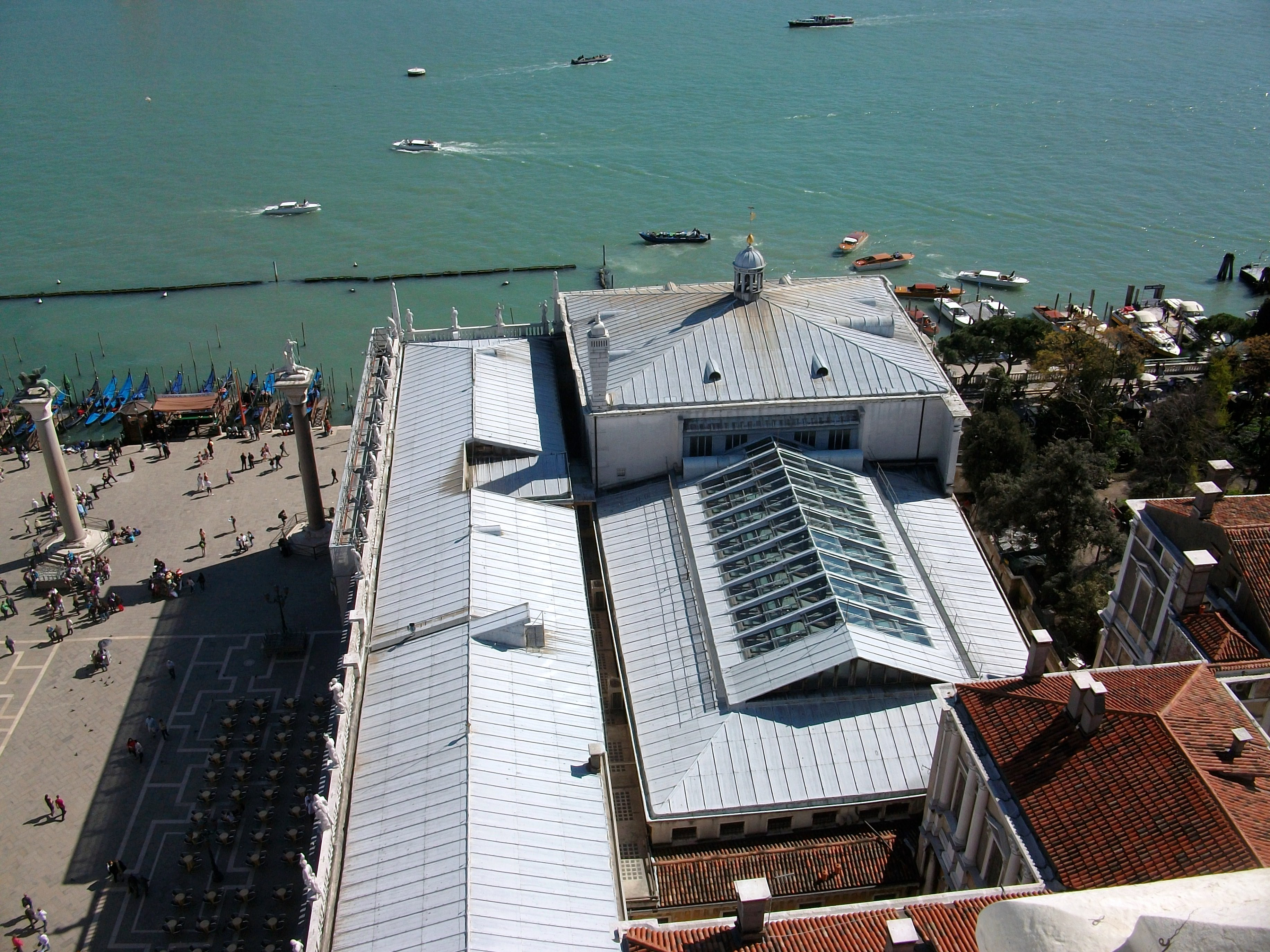
El Palazzo della Libreria (izquierda) y el patio acristalado de la Zecca (derecha).

La Zecca servía, en la antigua República de Venecia, como fábrica de moneda y almacén de las reservas monetarias del Estado. El incendio de 1532 obligó a realizar una nueva edificación en piedra. Fue, una vez más, Sansovino el encargado de construir la nueva Zecca de 1537 a 1547. El nuevo edificio era una estructura cuadrada, con una planta baja, un primer piso y un patio en el centro. En 1558, se decidió añadir un segundo piso.
En 1797, con el fin de la Serenissima, la Zecca cesó en sus funciones monetarias, destinándose únicamente a la fabricación de medallas conmemorativas. Desde 1872, el edificio fue usado por la Cámara de Comercio.
En 1904, se convirtió en la nueva sede de la Biblioteca Marciana, situada desde el periodo napoléonico en el vecino Palacio Ducal. Durante el acondicionamiento del edificio, se cubrió el patio interior con una cristalera para servir de sala de lectura.

## Historia
Las colecciones de la biblioteca tienen su origen en 1362, cuando el poeta y escritor Petrarca hizo donación a la República de Venecia de su colección personal de manuscritos, libros antiguos y cartas personales.
La génesis de la biblioteca - la cual no es el Archivo Nacional de Venecia - fue, sin embargo, la donación a la Serenissima de una colección de manuscritos reunida por el humanista, erudito, benefactor y coleccionista bizantino Cardenal Bessarion. Esta donación, realizada el 31 de mayo de 1468, consistía aproximadamente en 750 códices en latín y griego, además de 250 manuscritos y algunos libros impresos (incunables), convirtiéndose en la primera biblioteca pública abierta a eruditos de Venecia. Al igual que la Biblioteca Británica o la Biblioteca del Congreso de Estados Unidos en los tiempos modernos, la Biblioteca Marciana gozó de una ley de 1603, según la cual debía depositarse en ella una copia de todos los libros publicados en Venecia,  la primera ley de este tipo.
Bessarion había hecho la donación, bajo la condición de colocar los libros en una sede digna. Pero la Serenísima República tardó mucho tiempo en cumplir esta condición. La Biblioteca fue instalada en un edificio en la Riva degli Schiavoni, San Marcos y posteriormente en el Palacio Ducal. Uno de los primeros bibliotecarios, quien trabajó a partir de 1530, fue Pietro Bembo.
Hacia 1537 se inició la construcción del Palacio de la Biblioteca, ubicado en la Piazza San Marco y diseñado por Jacopo Sansovino. El edificio fue terminado en 1588 por Vincenzo Scamozzi, quien había asumido la dirección de las obras después de la muerte de Sansovino en 1570.
Contribuyeron a su decoración, entre otros, Tiziano, Veronés, Alessandro Vittoria, Battista Franco, Giuseppe Porta, Bartolomeo Ammannati y Tintoretto.
La construcción es una adición a la historia del suelo. Los arcos de la planta baja son de orden dórico, con un entablamento dórico que alterna triglifos y metopas. El segundo nivel muestra un orden jónico, rematado por un friso rico en ornamentaciones, con una sucesión de querubines, guirnaldas de flores y frutas, así como pequeñas ventanas ovales. Los arcos tienen una rica decoración escultórica. En el afrontamiento superior, hay una balaustrada coronada por estatuas de dioses clásicos, obra de Alessandro Vittoria y otros artistas.

### sigloXVIII
La biblioteca fue enriquecida a fines del siglo XVIII con el traspaso de las colecciones almacenadas en varios monasterios, tales como San Pablo y San Juan de Venecia y el San Juan de Verdara en Padua.
De tiempo en tiempo se han realizado grandes adiciones a la colección de la biblioteca:
1. 1589: Melchiorre Guilandino de Marienburg (2200 libros impresos);
2. 1595: Jacopo Contarini de S. Samuele, retrasada hasta la extinción de la línea masculina de los Contarini, en 1713 (175 manuscritos y 1500 libros impresos);
3. 1619: Girolamo Fabrici d'Acquapendente (13 volúmenes con ilustraciones anatómicas pintadas a mano);
4. 1624: Giacomo Gallicio (20 manuscritos griegos);
5. 1734: Gian Battista Recanati (216 manuscritos, entre ellos los códices de la Casa de Gonzaga);
6. 1792: Tommaso Giuseppe Farsetti (350 manuscritos y libros impresos);
7. 1794: Amedeo Svajer (más de 340 manuscritos entre los cuales está el testamento de Marco Polo);
8. 1797: Jacopo Nani (más de 1000 manuscritos, mayoritariamente griegos y orientales)

### sigloXIX
Con la caída de la República de Venecia en 1797, la biblioteca fue enriquecida con el traspaso de manuscritos y libros de institutos religiosos suprimidos bajo el régimen napoleónico. En 1811 la biblioteca fue trasladada a un sitio más espacioso en el Palacio Ducal, donde ingresaron varias nuevas colecciones:
1. 1814: Girolamo Ascanio Molin (2209 libros, 3835 impresos y 408 dibujos, guardados en el Museo Correr la mayor parte);
2. 1843: Girolamo Contarini (906 manuscritos y 4000 libros impresos);
3. 1852: Giovanni Rossi (470 manuscritos y una colección de óperas venecianas)

### sigloXX
En 1904, la colección se trasladó a la Zecca de Sansovino, el edificio contiguo, construido para ser la casa de moneda veneciana; y luego volvió a su sede original. Incluso a algunas secciones se instalaron en la Procuratie Nuove, frente a la Plaza de San Marcos.

### Actualidad
Actualmente, la Biblioteca Marciana tiene más de un millón de libros impresos, además de aproximadamente 13 000 manuscritos, 2.883 incunables y 24.055 libros editados entre 1500 y 1600. Cuenta también con muchos manuscritos iluminados. Entre sus tesoros irreemplazables están las partituras únicas de las óperas de Francesco Cavalli.

## Bibliotecarios de la Biblioteca Marciana
- Marcantonio Sabellico (1436-1506) ?
- 1530 Pietro Bembo (1470-1547) ?

### Después de la República de Venecia
- Jacopo Morelli : 1797-1819
- Pietro Bettio : 1819-1846
- Giuseppe Valentinelli : 1846-1874
- Giovanni Veludo : 1874-1884
- Carlo Castellani : 1884-1897
- Salomone Morpurgo : 1898-1905
- Carlo Frati : 1906-1913
- Ulisse Ortensi : 1913
- Giulio Coggiola : 1913-1919
- Ester Pastorello : 1919-1920
- Luigi Ferrari : 1920-1946
- Pietro Zorzanello : 1947-1951
- Tullia Gasparrini Leporace : 1951-1969
- Giorgio Emanuele Ferrari : 1969-1973
- Eugenia Govi : 1973-1976
- Gian Albino Ravalli Modoni : 1976-1989
- Marino Zorzi : 1990-2007
- Maria Letizia Sebastiani : 2008-2012
- Maurizio Messina : 2012-